# Karnyothrips politus
Karnyothrips politus är en insektsart som beskrevs av Johansen 1983. Karnyothrips politus ingår i släktet Karnyothrips och familjen rörtripsar. Inga underarter finns listade i Catalogue of Life.